# Rasmus, Pontus i pies Toker
Rasmus, Pontus i pies Toker – powieść szwedzkiej pisarki Astrid Lindgren z 1957 roku. Książka opowiada o losach Pontusa, jego przyjaciela Rasmusa i jego psa Tokera.
Chłopcy mimowolnie stają się świadkami napadu na dom najbogatszego człowieka w mieście przez przestępców, którzy, gdy dowiadują się o tym, zabierają Tokera Rasmusowi. Obiecują go oddać, gdy już wyjadą za granicę ze zdobytym łupem.
Rasmus, Pontus i Toker to również szwedzki film z 1956 roku w reżyserii Stiga Olina. Scenariusz do filmu napisała Astrid Lindgren, na podstawie którego rok później powstała jej powieść.